# Ophthalmolycus conorhynchus
Ophthalmolycus conorhynchus es una especie de pez de la familia Zoarcidae en el orden de los perciformes.

## Morfología
Los machos pueden llegar a alcanzar los 23 cm de longitud total.

## Hábitat
Es un pez de mar y de aguas profundas que vive entre 3.193-3.281 m de profundidad.

## Distribución geográfica
Se encuentra en el Pacífico oriental central: el Golfo de Panamá.

## Observaciones
Es inofensivo para los humanos. 